# Santa Eugènia d'Ortafà

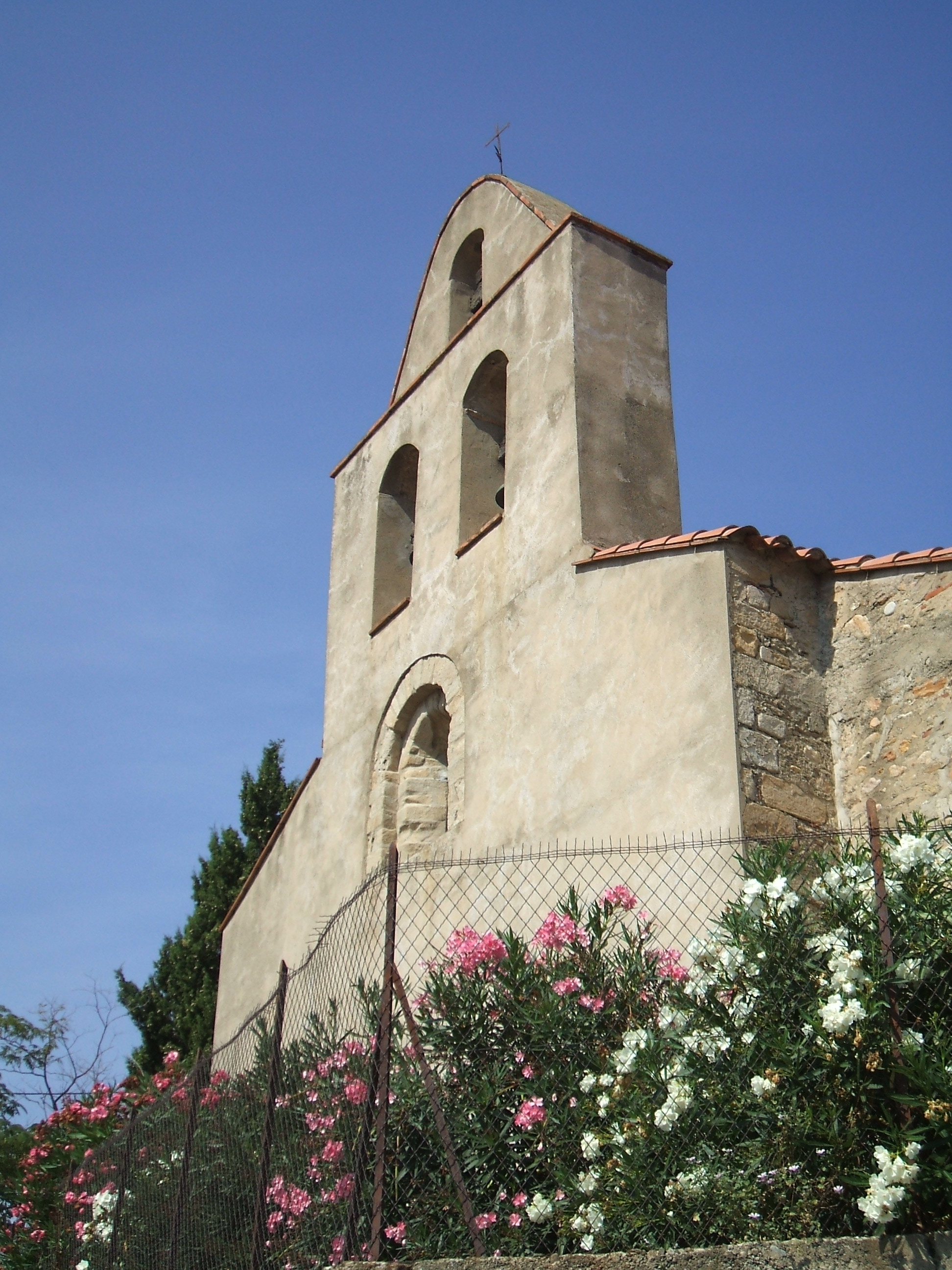
Façana de ponent

L'església de Santa Eugènia de'Ortafà és una església romànica, posteriorment remodelada, a Ortafà, a la comarca del Rosselló (Catalunya del Nord). També consta advocada a Santa Eugènia, sant Protus i sant Jacint.

## Història

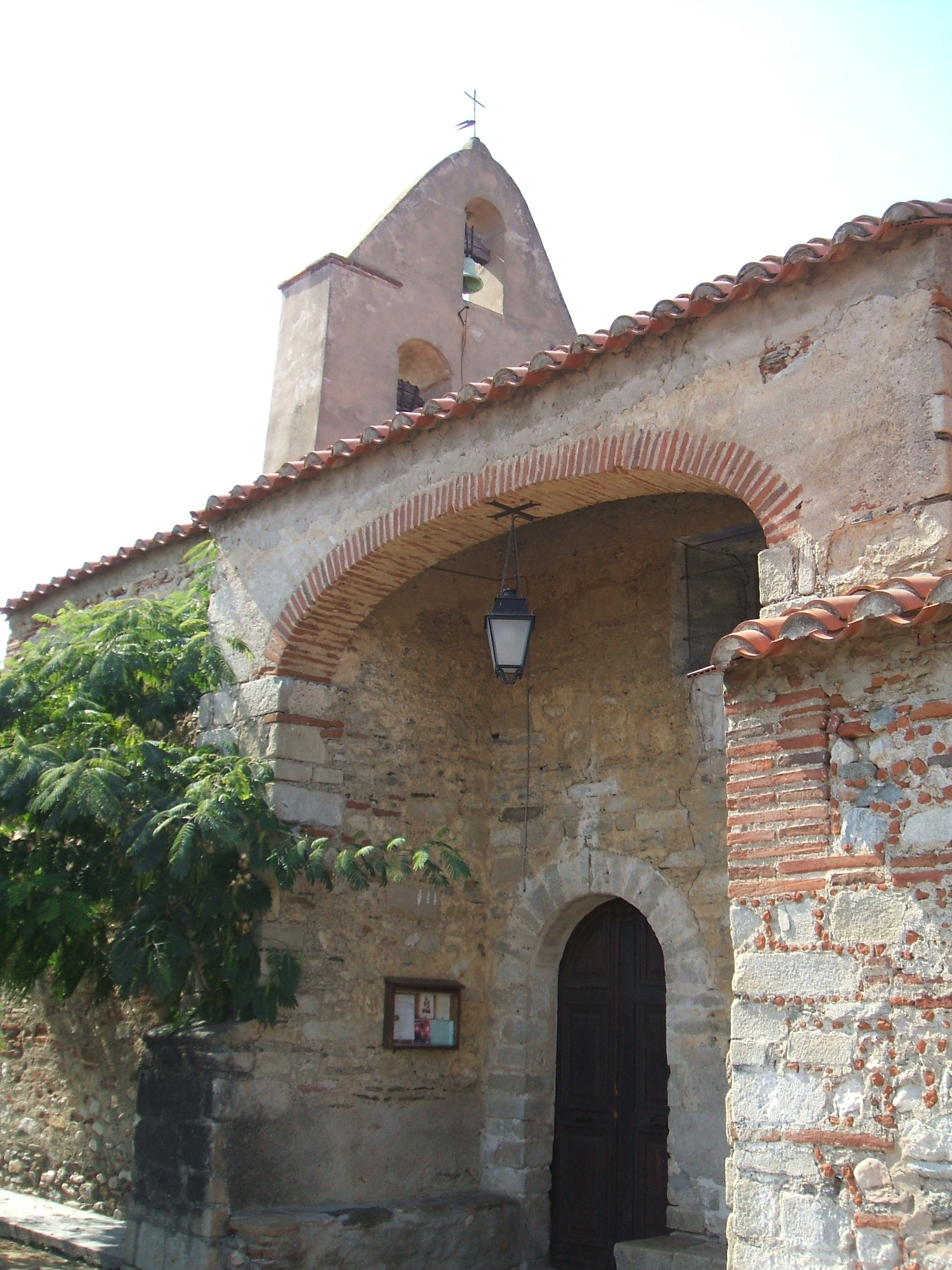
El porxo, a migdia

Està documentada des del 1145, malgrat que el lloc d'Ortafà ja ho és l'any 913.

## Descripció
Va ser construida al segle xii, i s'hi conserven importants elements d'arquitectura romànica: finestra de punt rodó a la façana oest, dominada per un campanar d'espadanya, i un absis semicircular adornat amb grans arcs cecs. És al costat del cementiri, damunt d'un petit turó que domina el poble, davant per davant del castell.
L'exterior de l'absis, element arquitectònic destacat de l'edifici, va ser inscrita a l'inventari de béns arquitectònics francesos el 1964.

## Bibliografia

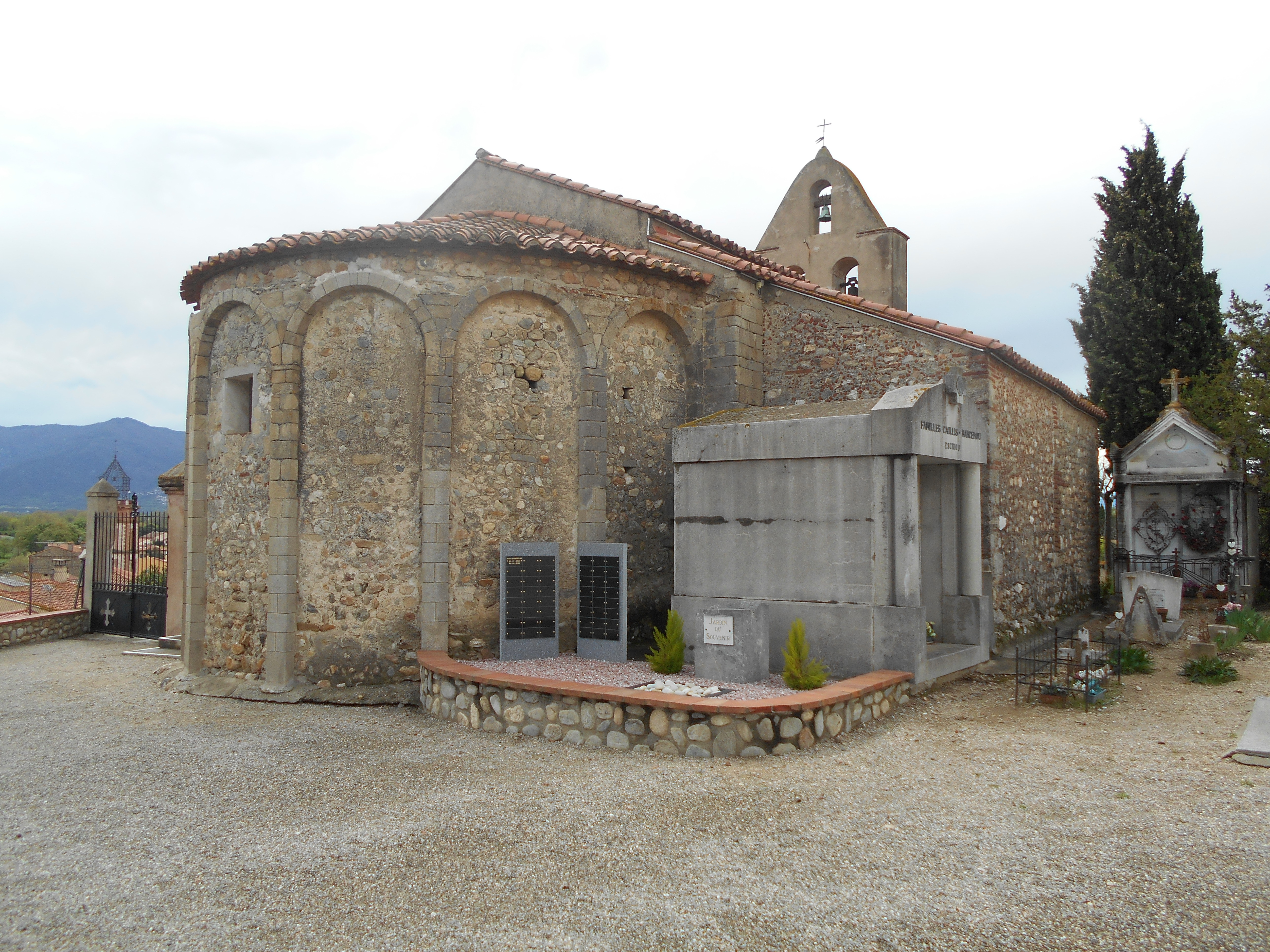
Capçalera oriental